# Карановская
Карановская — река в России, протекает в Шашковском сельском округе Назаровского сельского поселения Рыбинского района Ярославской области. Левый приток Волги (Горьковское водохранилище), впадает ниже реки Талица и выше реки Жидогость.
Исток реки находится примерно на 500 м западнее деревни Губино. Река течёт на юг и юго-запад. Пересекает дорогу от посёлка Шашково к деревне Дроздово, затем дороги от Шашково к Шестовскому и Рыбинску. По левому берегу — деревня Мартюнино. Затем по правому берегу деревня Караново, примыкающая к южной окраине левобережной части посёлка Песочное, устье реки отделяет Песочное и Караново от Шашково, которое расположено на правом берегу реки.